# Muthukur, Hagaribommanahalli
Muthukur là một làng thuộc tehsil Hagaribommanahalli, huyện Bellary, bang Karnataka, Ấn Độ.